# NGC 300
NGC 300 és una galàxia espiral localitzada a la constel·lació de l'Escultor. S'hi troba a aproximadament 7 milions d'anys llum de distància, formant part del grup de l'Escultor.

## Descripció física
És una galàxia espiral de tipus (SAd), té un nucli petit i extremadament brillant. Similar en aparença a M33.

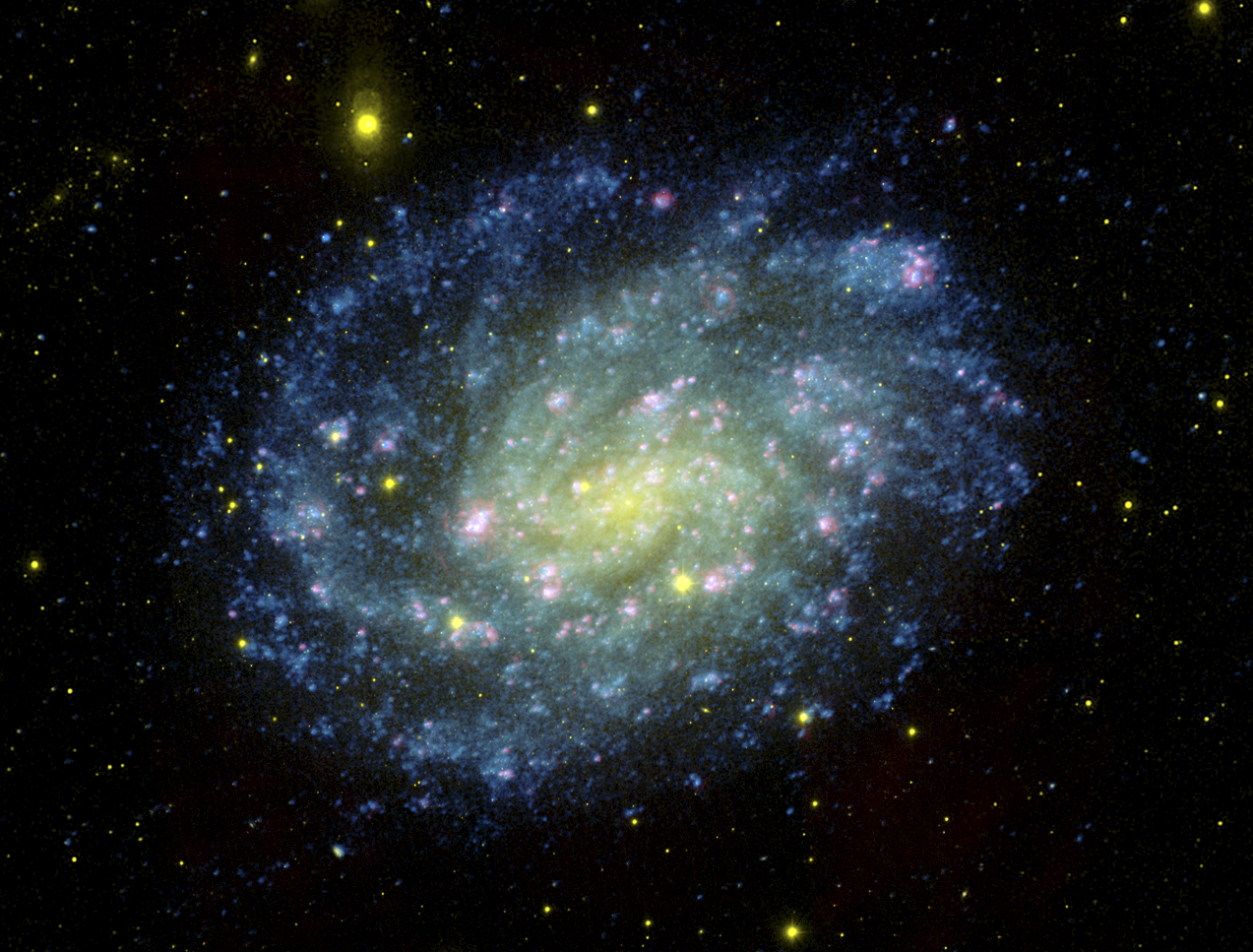
Una imatge de NGC 300 en l'espectre visible (groc-roig) i ultraviolat (blau) presa pel "Galaxy Evolution Explorer (GALEX)". Las estrelles jjóvenes, blaves i brillants apareixen en color blau al braços espirals i les velles, vermelles i menys calentes en groc i prop del nucli galàctic.